# Taambati Moussa
Taambati Moussa, née Abdou, de son vrai nom Moussa Harouna Taambati, est une militante et représentante de la beauté mahoraise. Elle est notamment connue comme l'une des gardiennes du patrimoine culturel, traditionnel et culinaire mahorais.

## Biographie
Taambati Moussa est née à Bouéni, sur l'île de Grande-Terre, à Mayotte. Elle a passé une partie de son enfance sur l'île de la Grande Comore. Elle a ensuite vécu cinq ans à Castres, en métropole, puis sur l'île de la Réunion en faveur des affectations de son mari.
En 2004, Taambati fonde l'association Ouzouri wa Mtroumché (beauté de la femme). C'est à la tête de cette association que Taambati œuvre, en parallèle avec son activité de chambre d'hôte, à la sauvegarde de la culture et des traditions mahoraises. Sous toutes ses formes : la cosmétique, le chant, la musique et la danse, la gastronomie ; dans l’objectif de mieux les faire connaître à l’extérieur et même à l'international.
En 2012, elle a été nommée chevalier de l’ordre des Arts et des Lettres par  Frédéric Mitterrand, ministre de la Culture et de la Communication.
En 2015, elle a été décorée chevalier de l'ordre national du Mérite par le préfet de Mayotte.

## Télévision
- Échappées belles : Mayotte, au cœur de l'océan Indien

## Distinctions
- Chevalier de l'Ordre national du Mérite en 2013[1]
- Chevalier de l'Ordre des Arts et des Lettres en 2011[3]